# Каррера, Валентино
Валенти́но Карре́ра (итал. Valentino Carrera; 19 декабря 1834, Турин — 12 октября 1895, Турин) — итальянский драматург.
Его литературная деятельность началась в 1859 драмой «Il lotto»; большой успех имела народная комедия «La quaderna di Nanni» (1870), за которой последовали: «La guardia borghese flamminga», «Capitate e mano d’opera», «La strage degli innocenti», «ABC», «Un avocato dell’avvenire», «Galateo nuovissimo», «Alessandro Puschkin», «Il denaro del commune», «La figluola del saltimbanco», «Gli ultimi giorni di Goldoni», «La filosofia di Giannina» (1885).